# Academia de Ciências, Letras e Artes de Columinjuba

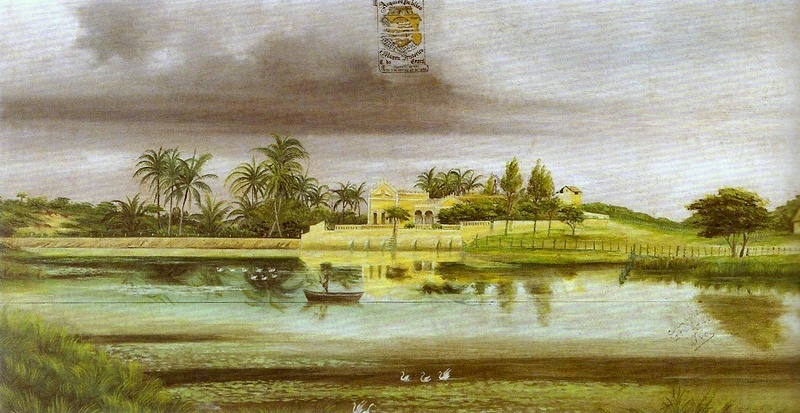
Pintura de autor desconhecido do Sítio Columinjuba

A Academia de Ciências, Letras e Artes de Columinjuba - ACLA é a entidade literária máxima da cidade cearense de Maranguape.

## Localização
A ACLA foi criada em 21 de junho de 1992, no Sítio Columinjuba, do Distrito de Ladeira Grande, Município de Maranguape.
O Sítio Columinjuba foi o local de nascimento de Capistrano de Abreu - Príncipe dos Historiadores do Brasil, Membro da Academia Cearense de Letras e Presidente de Honra da ACLA de Columinjuba.

## Atividades
Congrega 31 acadêmicos e, dentre diversas atividades, promove anualmente um Concurso de Trovas no município maranguapense, o qual encontra-se em sua nona edição.

## Histórico
A ACLA foi criada em 21 de junho de 1992, no Sítio Columinjuba, originariamente pertencente aos patronos perpétuos da Academia.
A data escolhida para a sua inauguração é marcada pelo nascimento de Antonio de Abreu, primeiro dentre os Patronos a ter um livro publicado.
A ACLA é pessoa jurídica, com registro em cartório e considerada de utilidade pública pela Lei № 01992, da Prefeitura Municipal de Maranguape.
A sua inauguração foi marcada por uma programação previamente elaborada, da qual constou uma missa celebrada em uma das dependências que integram o conjunto arquitetônico da nova Academia destacando-se a Concha Acústica Mário de Abreu, o Memorial à Bandeira João de Abreu e o Pavilhão Antonio de Abreu. As referidas inaugurações foram testemunhadas por seleta e significativa assistência da qual figuraram membros das famílias Abreu e Braga, além de convidados ilustres. Dentre estes se incluía a figura singular e carismática do idealizador de tão significativo empreendimento cultural – Américo de Abreu, escolhido por suas virtudes, raras qualidades e reconhecido saber cultural para ser o primeiro Presidente.
Sequenciando as atividades programadas deu-se a solenidade de posse da primeira Diretoria Executiva e do seu Conselho Fiscal, além da posse dos primeiros Membros Titulares da ACLA.
Era, assim, plantada a semente de um sodalício em um aprazível local, berço de figuras exponenciais cujas principais virtudes sempre foram a honra, a disposição para o trabalho e, principalmente, o sentimento de fraternidade.
Vislumbrava-se então para a ACLA um futuro pontilhado de esperanças, de mãos dadas com o passado honroso e o presente de conquistas gloriosas.
Nascia, portanto, o ideal de Américo de Abreu, o qual permanecerá para a eternidade, pois a criação da ACLA com a grandeza de que nasceu em Columinjuba, não seria apenas um desafio, mas, talvez, a demonstração da fibra inquebrantável de cearenses da estirpe da conceituada família Abreu, que se ufana por integrá-la juntamente com personalidades de elevada estatura profissional e moral ilibada, as quais sucederão, com certeza, os Acadêmicos empossados na data da sua criação.
O sentimento da manutenção do ideal da sua longevidade está expresso no Compromisso dos seus novos Acadêmicos, o qual estatui: "PROMETO CUMPRIR, INTEGRALMENTE O ESTATUTO E O REGIMENTO INTERNO DA ACADEMIA DE CIÊNCIAS LETRAS E ARTES DE COLUMINJUBA E TUDO FAZER PARA PERPETUÁ-LA NO CUMPRIMENTO DA SUA DESTINAÇÃO ESTATUTÁRIA".

## Acadêmicos
| Acadêmico                           | Cadeira Ciências | Cadeira Letras | Cadeira Artes |
| Walter de Borba e Veloso            | 01               |                |               |
| José Eduardo Machado de Almeida     | 02               |                |               |
| José Anisio Araujo                  |                  | 02             |               |
| Clébia Mardonia Freitas Silva       | 03               |                |               |
| Humberto Lopes Tabosa               | 04               |                |               |
| Pedrina de Abreu Veras              |                  | 04             |               |
| Nádia de Abreu Braga                |                  |                | 04            |
| Pedro Jorge de Abreu Braga          | 05               |                |               |
| João Batista Pinheiro               |                  | 05             |               |
| Raimundo Rodrigues de Araujo        |                  |                | 05            |
| José Areilson Cordeiro de Abreu     | 08               |                |               |
| Iris Braga de Vasconcelos           |                  |                | 08            |
| Manoel Praxedes Neto                | 11               |                |               |
| Dejarino Costa dos Santos Filho     | 12               |                |               |
| A. Afonsinaldo Saldanha de Almeida  | 13               |                |               |
| Suely de Abreu Dantas               |                  | 13             |               |
| Francisco José Moreira Lopes        | 14               |                |               |
| Edla Braga de Carvalho              |                  |                | 14            |
| Pedro João de Abreu                 |                  | 15             |               |
| José Josa de Castro Eugênio         |                  |                | 15            |
| José Aramir Bezerra Pinto           | 16               |                |               |
| Francisco de Assis Francelino Alves |                  | 16             |               |
| Francisco de Andrade Garcez         | 17               |                |               |
| Mário Julião de Abreu               |                  | 17             |               |
| Maria Glice Sales Alcântara         |                  |                | 17            |
| Élio de Abreu Braga                 |                  | 18             |               |
| Hanry de Abreu Braga                |                  |                | 18            |
| Alice Augusta de Abreu              |                  | 19             |               |
| Edla Braga Meireles                 |                  |                | 19            |
| Cleto Prata Crisóstomo              | 21               |                |               |
| João Bosco Camurça M. dos Santos    |                  | 21             |               |